# Brouillard de distance
Pour les articles homonymes, voir Brouillard (homonymie).

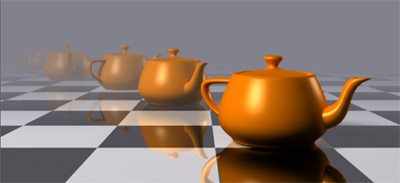
Exemple de brouillard de distance.

Le brouillard de distance (distance fog en anglais) est une technique utilisée en infographie 3D pour améliorer la profondeur de champ en simulant un brouillard.
Le brouillard de distance a été très utilisé dans les premiers jeux vidéo en trois dimensions, lorsqu'il était difficile de générer une distance de vue lointaine (comme dans Turok.